# 164,7 mm/45 морско оръдие Model 1893
164,7 mm/45 Model 1893 e 164,7 милиметрово корабно оръдие, разработено и произвеждано във Франция. Състояло на въоръжение във ВМС на Франция. С него са въоръжени бронепалубните крайцери от типовете „Д’Ассас“ и „Катине“, а също и крайцерите „Гишен“; „Шаторено“ и „Жюриен де ла Гравиер“. Следващо развитие на тази артилерийска система е оръдието 164,7 mm/45 Model 1893 – 96.